# The ultimate collection
『the ultimate collection』（ジ・アルティメット・コレクション）は、鬼束ちひろの1枚目のベストアルバム。2004年12月1日に発売された。

## 解説
PVを全曲収録したDVD『the complete clips』との同時発売となる。初回プレス盤のみスリーブケース仕様となっている。ジャケットやブックレット内の写真は、同年3月にリリース予定で発売中止となったオリジナルアルバムのためにあらかじめ撮られていたものを使用している。
既に所属を離れた東芝EMIからリリースされた初のベストアルバム。選曲は音楽プロデュースを手掛けた羽毛田丈史により、鬼束本人は一切作品に関与していない。
なお、今作の再収録に当たり、世界的なエンジニアであるテッド・ジェンセンによる、全曲24ビットデジタルリマスタリングが施されている。

## 収録曲
- 全作詞・作曲:鬼束ちひろ、編曲:羽毛田丈史（特記以外）

1. 流星群
6thシングル
2. 声
3rdアルバム『Sugar High』収録曲
3. 眩暈
4thシングル
4. 月光
2ndシングル
5. infection
5thシングル
6. We can go
1stアルバム『インソムニア』収録曲
7. Fly to me
6thシングルのカップリング
8. シャイン (album version)
編曲：土屋望・羽毛田丈史
1stシングル
9. BACK DOOR (album version)
編曲：土屋望・羽毛田丈史
1stシングルのカップリング
10. King of Solitude
3rdアルバム『Sugar High』収録曲
11. CROW
2ndアルバム『This Armor』収録曲
12. 茨の海
2ndアルバム『This Armor』収録曲
13. 私とワルツを
10thシングル
14. call
1stアルバム『インソムニア』収録曲
15. Sign
7thシングル